# Королівський кубок Саудівської Аравії з футболу 2016—2017
Королівський кубок Саудівської Аравії з футболу 2016—2017 — 42-й розіграш кубкового футбольного турніру в Саудівській Аравії. Титул володаря кубка ввосьме здобув Аль-Хіляль.

## Календар
| Раунд                     | Дата                       | Матчі | Клуби   |
| ------------------------- | -------------------------- | ----- | ------- |
| Перший раунд кваліфікації | 28-29 листопада 2016       | 16    | 62 → 46 |
| Другий раунд кваліфікації | 12-13 грудня 2016          | 8     | 46 → 38 |
| Третій раунд кваліфікації | 20 грудня 2016             | 4     | 38 → 34 |
| Фінал кваліфікації        | 3 січня 2017               | 2     | 34 → 32 |
| 1/16 фіналу               | 18-21 січня 2017           | 16    | 32 → 16 |
| 1/8 фіналу                | 23 січня - 25 лютого 2017  | 8     | 16 → 8  |
| 1/4 фіналу                | 30 березня - 2 квітня 2017 | 4     | 8 → 4   |
| 1/2 фіналу                | 12-13 травня 2017          | 2     | 4 → 2   |
| Фінал                     | 18 травня 2017             | 2     | 2 → 1   |

## 1/16 фіналу
| Команда 1       | Рахунок | Команда 2         |
| --------------- | ------- | ----------------- |
| 18 січня 2017   |         |                   |
| Аль-Адальх (2)  | 3:2     | Аль-Батін         |
| Дамак (2)       | 0:2     | Аль-Іттіфак       |
| Аль-Хіляль      | 2:1     | Аль-Квайсума (2)  |
| Охуд (2)        | 0:1     | Аль-Вахда         |
| 19 січня 2017   |         |                   |
| Хаджер (2)      | 2:1     | Аль-Оруба (2)     |
| Вег (2)         | 1:0     | Аш-Шабаб          |
| Аль-Нахда (2)   | 1:0     | Наджран (2)       |
| 20 січня 2017   |         |                   |
| Аль-Фейсали     | 3:2     | Аль-Джил (2)      |
| Ат-Таї (2)      | 2:1     | Аль-Іттіхад       |
| Аль-Ноджоом (2) | 0:1     | Ат-Таавун         |
| Аль-Сафа (3)    | 0:4     | Аль-Кадісія       |
| Аль-Аглі        | 2:1     | Аль-Шола (2)      |
| 21 січня 2017   |         |                   |
| Аль-Фатех       | 2:1     | Аль-Ватані (2)    |
| Ар-Раїд         | 3:0     | Аль-Джабалайн (3) |
| Аль-Халідж      | 8:1     | Аль-Айн (3)       |
| Ан-Наср         | 4:0     | Аль-Файха (2)     |

## 1/8 фіналу
| Команда 1      | Рахунок | Команда 2  |
| -------------- | ------- | ---------- |
| 23 січня 2017  |         |            |
| Аль-Хіляль     | 3:2     | Аль-Вахда  |
| 7 лютого 2017  |         |            |
| Ар-Раїд        | 0:1     | Ат-Таавун  |
| 13 лютого 2017 |         |            |
| Аль-Кадісія    | 1:3     | Аль-Аглі   |
| 23 лютого 2017 |         |            |
| Аль-Нахда (2)  | 0:2 дч  | Ан-Наср    |
| 24 лютого 2017 |         |            |
| Вег (2)        | 3:1     | Хаджер (2) |
| Аль-Іттіфак    | 1:0     | Аль-Фатех  |
| 25 лютого 2017 |         |            |
| Аль-Адальх (2) | 4:3     | Ат-Таї (2) |
| Аль-Фейсали    | 2:1     | Аль-Халідж |

## 1/4 фіналу
| Команда 1       | Рахунок         | Команда 2      |
| --------------- | --------------- | -------------- |
| 30 березня 2017 |                 |                |
| Аль-Іттіфак     | 2:2 дч пен. 3:5 | Ат-Таавун      |
| 1 квітня 2017   |                 |                |
| Аль-Фейсали     | 2:1             | Аль-Адальх (2) |
| Ан-Наср         | 0:2             | Аль-Хіляль     |
| 2 квітня 2017   |                 |                |
| Аль-Аглі        | 6:0             | Вег (2)        |

## 1/2 фіналу
| Команда 1      | Рахунок | Команда 2 |
| -------------- | ------- | --------- |
| 12 травня 2017 |         |           |
| Аль-Фейсали    | 0:3     | Аль-Аглі  |
| 13 травня 2017 |         |           |
| Аль-Хіляль     | 4:3     | Ат-Таавун |

## Фінал
| 18 травня 2017 21:00 (EEST) |

| Аль-Аглі                            | 2:3      | Аль-Хіляль                                 |
| ----------------------------------- | -------- | ------------------------------------------ |
| М. Хавсаві 44' Ас-Сома 90+3' (пен.) | Протокол | Харбін 28' Джахфалі 77' Карлос Едуардо 90' |

| Король Абдалла Спортс Сіті, Джидда Глядачів: 54 563 Арбітр: Артур Соареш Діаш |